# Fehérvári úti stadion
A Fehérvári úti stadion Paks legnagyobb labdarúgópályája, 6150 néző befogadására képes. Hazai klubja, a Paks a OTP Bank Liga szereplője. 2008-ig a játéktérnek mesterséges megvilágítása nem volt. A stadion megfelel az MLSZ kritériumainak.

## Történet
A csapat stadionját, 1966-ban adták át. Futópálya nincsen, ellenben a villanyvilágítás 2008-ban készült el. A csapat a világítás elkészültéig, Pécsen, illetve Siófokon játszotta hazai mérkőzéseit. A világítás építése után az első mérkőzés 2008. március 22-én volt: Paks–Vasas (3–0). A pálya elavulttá vált. A hazai állóhelyek száma 2000 volt, míg a vendég szektorban 500 néző tekinthette meg a mérkőzést. Nézőcsúcsa 2010. március 20-án született meg, amikor is 5500-an tekintették meg a Ferencváros elleni mérkőzést. A találkozóra mobillelátókat szereltek fel. A korábbi nézőcsúcs még egy Újpest elleni meccsen volt. 2011-ben a lelátókat felújították, a gyepet kicserélték.
A stadion átalakításai
- 2008
  - öltöző felújítása
  - új közvetítő állás
  - új térburkolat és világítás az öltözőkhöz és a lelátóhoz vezető úton
  - teljes gyep cseréje
  - világítás elkészítése
- 2010
  - az FTC elleni mérkőzés idejére 500 fős mobillelátók állítása a meglévőn felül
- 2011
  - teljes gyep cseréje
  - lelátók felújítása

2016 és 2020 között a stadiont felújították. Négy ütemben újjáépültek a lelátók, a stadion 6150 férőhelyes. A felújított stadiont 2020. augusztus 15-én adták át.